# Steeve Laffont
Steeve Laffont, né à Perpignan (France) le 10 novembre 1975, est un guitariste de jazz manouche français.

## Biographie
Né dans une famille de Sintis piémontais, Steeve Laffont reçoit sa première guitare à 6 ans. Il apprend seul, regardant ses oncles et cousins au cours de longues soirées musicales, et sans aucune notion de solfège, il va peu à peu créer son propre langage, tout d'abord basé sur les standards de Django Reinhardt légués par la tradition des musiciens roms pour se diriger aujourd'hui vers une fusion des genres inédite dans le monde de la guitare manouche. Voguant entre les rythmes du jazz moderne et la profondeur de l’ancrage manouche, et explorant sans cesse de nombreux territoires musicaux, Steeve Laffont a publié 7 albums. 
Depuis 2011, année au cours de laquelle il reçoit le Grand Prix du Hot Club de France pour son premier album solo, For Jess, paru en 2009, Steeve Laffont a joué dans des salles comme l'Olympia, La Cigale et l’Alhambra de Paris et participé à des festivals tels que Jazz in Marciac, le festival Django Reinhardt de Samois sur Seine, Jazzellerault, les Internationales de la guitare, Jazz à Toulon, Parfums de Jazz, Jazz dans les vignes, Jazz en Comminges, Jazz in Arles…

## Discographie

### En solo
- Swing for Jess, Le Chant du Monde, 2009
- Live in Marciac, Le Chant du Monde, 2011
- New quintet, Le Chant du Monde, 2012
- Enamoromaï, Label Ouest, 2016
- Night in Corsica, Cristal Records, 2019

### Avec le groupeLatchès
- Sré Kidjalés, Harmonia Mundi, 2005
- Latchès, Universal Music Jazz, 2008

### Avec Yorgui Loeffler et Raphaël Fays
- Django et rien d'autre, Le Chant du Monde, 2010